# Eutanyacra perannulata
Eutanyacra perannulata är en stekelart som först beskrevs av Stephen Donald Hopper 1938.  Eutanyacra perannulata ingår i släktet Eutanyacra och familjen brokparasitsteklar. Inga underarter finns listade i Catalogue of Life.